# Liste der Stolpersteine in Frohburg
Die Liste der Stolpersteine in Frohburg enthält sämtliche Stolpersteine und Stolperschwellen, die im Rahmen des gleichnamigen Kunst-Projektes von Gunter Demnig in Frohburg im Landkreis Leipzig verlegt wurden.

## Hintergrund

### Verlegungen 2015 und 2016
Informationen über die Biografien von Familie Braunsberg stammen aus dem Stadtarchiv Frohburg, dem Staatsarchiv Leipzig und von der Israelitische Religionsgemeinde Leipzig. An der Recherche waren beteiligt:
- Mitarbeiter des Erich-Zeigner-Haus Leipzig
- Mitarbeiter des „flexiblen Jugendmanagements“ des Landkreises Leipzig
- eine Projektgruppe von acht Schülern der 9. Klasse der Oberschule Frohburg

Von den sieben Stolpersteinen wurden zunächst nur drei und nach weiteren Recherchen weitere für zwei der vier Kinder verlegt.
Die übrigen Töchter Leonore (* 13. Mai 1926 in Berlin-Lichterfelde) und Yvonne Renate (* 2. September 1929 in Berlin-Lichterfelde) überlebten in England und zogen nach dem Krieg nach Maryland.
Nick Grant, der Sohn von Margarete Esther Braunsberg, reiste für die erste Verlegung 2015 aus London an.
Die Stolpersteine wurden mehrfach geschändet, unter anderem am 3. April 2015 mit Teer überschmiert.

### Verlegung 2021
Das Rechercheprojekt einer zehnten Klasse der Werner-Seelenbinder-Schule in Bad Lausick wurde vom Erich-Zeigner-Haus betreut und von der F.-C.-Flick-Stiftung gegen Fremdenfeindlichkeit, Rassismus und Intoleranz gefördert. Ein Enkel der Mühlbergers half bei der Recherche und sprach bei der Verlegung.

## Liste der Stolperschwellen
| Bild         | Adresse                                                | Verlegedatum  | Institution, Inschrift | Anmerkungen |
| ------------ | ------------------------------------------------------ | ------------- | --- | ----------- |
| Bild gesucht | Zum Streitwald 19 04654 Frohburg OT Kohren-Sahlis Lage | 27. Nov. 2017 | Lebensbornheim „Sonnenwiese“ 1.11.1941 bis 14.4.1945 Hier wurden jedes Jahr etwa 130 Kleinkinder zum Zweck der Züchtung einer „arisch-germanischen Rasse“ untergebracht Es waren geraubte Kinder aus den besetzten Gebieten sowie uneheliche und anonym für das NS-Regime gezeugte Kinder Die Kinder wurden ihrer Identität beraubt – Der Lebensborn e. V. war ein Projekt der SS | [ 5 ]       |

## Liste der Stolpersteine
| Bild | Adresse                                           | Verlegedatum  | Person, Inschrift | Kurzvita/Anmerkungen |
| --- | ------------------------------------------------- | ------------- | --- | --- |
| Bild gesucht Die Wikipedia wünscht sich an dieser Stelle ein Bild vom hier behandelten Ort. Falls du dabei helfen möchtest, erklärt die Anleitung , wie das geht. BW | Bahnhofstraße 37 04654 Frohburg Lage              | 20. März 2015 | Hier wohnte Hermann Franz Braunsberg Jg. 1888 deportiert 1942 Theresienstadt 1944 Auschwitz ermordet                                                    | Herman Franz Braunsberg (* 29. März 1888 in Breuna, † 1944/1945 im KZ Auschwitz) gründete seine Familie in Berlin und zog am 18. März 1932 nach Frohburg. Sie waren Inhaber einer dortigen Fabrik und stifteten der Stadt das Naturbad. Er wurde am 20. September 1942 ins Ghetto Theresienstadt und am 9. Oktober 1944 nach Auschwitz deportiert und dort ermordet.                                                            |
| Bild gesucht Die Wikipedia wünscht sich an dieser Stelle ein Bild vom hier behandelten Ort. Falls du dabei helfen möchtest, erklärt die Anleitung , wie das geht. BW | Bahnhofstraße 37 04654 Frohburg Lage              | 20. März 2015 | Hier wohnte Erna Johanna Braunsberg geb. Gutmann Jg. 1896 gedemütigt/entrechtet tot Jan. 1941                                                           | Erna Johanna Braunsberg, geborene Gutmann (* 1896, † Januar 1941) war die Ehefrau von Hermann Franz Braunsberg. |
| Bild gesucht Die Wikipedia wünscht sich an dieser Stelle ein Bild vom hier behandelten Ort. Falls du dabei helfen möchtest, erklärt die Anleitung , wie das geht. BW | Bahnhofstraße 37 04654 Frohburg Lage              | 20. März 2015 | Hier wohnte Hugo Braunsberg Jg. 1910 Schutzhaft 1938 Buchenwald Flucht 1940 Belgien, Frankreich interniert Drancy deportiert 1942 ermordet in Auschwitz | Hugo Josef Braunsberg (* 29. Juni 1910 in Helmstedt) war der Bruder von Hermann Franz Braunsberg. |
| Bild gesucht Die Wikipedia wünscht sich an dieser Stelle ein Bild vom hier behandelten Ort. Falls du dabei helfen möchtest, erklärt die Anleitung , wie das geht. BW | Bahnhofstraße 37 04654 Frohburg Lage              | 6. Mai 2016   | Hier wohnte Peter Heinz Braunsberg Jg. 1921 Flucht 1935 Schweiz, Frankreich interniert Drancy deportiert 1942 ermordet in Auschwitz                     | Peter Heinz Braunsberg (* 26. Januar 1921 in Berlin-Charlottenburg, † 1942 im KZ Auschwitz), am 28. Oktober 1935 in die Schweiz geflohen, interniert im Sammellager Drancy, am 4. September 1942 ins KZ Auschwitz deportiert, am 30. April 1949 vom Amtsgericht Leipzig für tot erklärt. |
| Bild gesucht Die Wikipedia wünscht sich an dieser Stelle ein Bild vom hier behandelten Ort. Falls du dabei helfen möchtest, erklärt die Anleitung , wie das geht. BW | Bahnhofstraße 37 04654 Frohburg Lage              | 6. Mai 2016   | Hier wohnte Margarete Esther Braunsberg Jg. 1922 Kindertransport 1939 England                                                                           | Tochter Margarete (* 29. August 1922 in Berlin-Lichterfelde) floh mit ihren beiden Schwestern gemeinsam in einem Kindertransport nach England und überlebte dort den Krieg. Sie bekam zwei Kinder, Helen und Nick Grant. |
| Bild gesucht Die Wikipedia wünscht sich an dieser Stelle ein Bild vom hier behandelten Ort. Falls du dabei helfen möchtest, erklärt die Anleitung , wie das geht. BW | Straße des Friedens 41a Frohburg OT Flößberg Lage | 4. Nov. 2021  | Hier wohnte Wilhelm Mühlberger Jg. 1890 im Widerstand/KPD ’Schutzhaft’ 1933 Colditz entlassen 31.8.1933                                                 | Wilhelm Mühlberger (* 20. Mai 1890), Maschinenschlosser in Flößberg, aktiv im Betriebsrat, 1905 Eintritt in Gewerkschaft und SPD, 1917 Eintritt USPD, 1918 Eintritt KPD, Gemeinderat von Flößberg, von Mai bis 31. August 1933 im KZ Colditz inhaftiert, nach Kriegsende Bürgermeister von Bad Lausick |
| Bild gesucht Die Wikipedia wünscht sich an dieser Stelle ein Bild vom hier behandelten Ort. Falls du dabei helfen möchtest, erklärt die Anleitung , wie das geht. BW | Straße des Friedens 41a Frohburg OT Flößberg Lage | 4. Nov. 2021  | Hier wohnte Martha Mühlberger geb. Rauchfuß Jg. 1884 Mitglied/KPD denunziert gedemütigt/entrechtet                                                      | Martha Mühlberger, geb. Rauchfuß (* 3. Mai 1884 in Flößberg, † 1976 oder 1977), viertes von sieben Geschwistern, 1905 Eintritt in Gewerkschaft und SPD, 1917 Eintritt USPD, 1918 Eintritt KPD, von 1923 bis 1933 gewählte Volksvertreterin, später aktiv im Widerstand, ab 1945 Parteisekretärin und Vorsitzende der Ortsgruppe der Volkssolidarität sowie Mitglied der Kommission der SED-Kreisleitung und Gemeindevertreterin |